# Pietro Lasagni

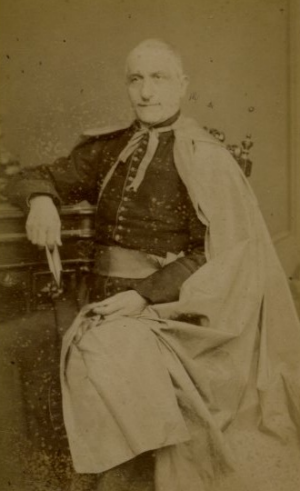
Pietro Kardinal Lasagni

Pietro Lasagni (* 15. Juni 1814 in Caprarola, Italien; † 19. April 1885 in Rom) war Kurienkardinal der römisch-katholischen Kirche.

## Leben
Lasagni, aus einer wohlhabenden Familie stammend, studierte am ab 1828 Priesterseminar in Rieti und später am Seminario Romano. Im Mai 1840 promovierte er in Kirchenrecht. Schon am 17. Dezember 1836 hatte er die Priesterweihe empfangen.
Er ging nach Paris und wurde 1842 Sekretär des dortigen Internuntius und 1843 Auditor der Nuntiatur. Im Januar 1846 überreichte er dem zum Kardinal kreierten Erzbischof von Aix, Joseph Bernet, das rote Birett, dieselbe Aufgabe übernahm er 1850 bei seinem unmittelbaren Vorgesetzten, dem Nuntius in Frankreich Raffaele Fornari. 1851 kehrte er nach Rom zurück und wurde 1853 von Papst Pius IX. zum Apostolischen Delegaten in Viterbo ernannt. Von 1856 bis 1859 übte Lasagni dieselbe Funktion in Forlí aus. Nachdem sich der Anschluss Forlis an das Königreich Italien abzeichnete und Lasagni sich weigerte, repressive Maßnahmen zu ergreifen, warf ihm Kardinalstaatssekretär Giacomo Antonelli im Juni 1859 Untätigkeit vor. L’Osservatore Romano hingegen lobte 1885 Lasagnis Entscheidung von 1859 in einem Nachruf. Als er nach Rom zurückkehrte, war er insbesondere für die Armenfürsorge zuständig. 1863 wurde er Kleriker der Apostolischen Kammer und wurde 1868 Apostolischer Delegat in der Provinz Frosinone, was er bis 1870 blieb. 1875 ernannte ihn Pius IX. zum Sekretär der Konsistorialkongregation, des Kardinalskollegiums und des Konklaves. In letzterer Funktion war er auch am Konklave 1878 beteiligt.
Papst Leo XIII. nahm Lasagni am 13. Dezember 1880 in pectore ins Kardinalskollegium auf. 1882 wurde die Ernennung öffentlich gemacht und Kardinal Lasagni wurde Kardinaldiakon von Santa Maria della Scala. Im März 1885 wurde er Sekretär der päpstlichen Memorandien.
Kardinal Lasagni starb einen Monat später und wurde auf dem Friedhof Campo Verano in Rom beigesetzt.